# Gérard Zuchetto
Gérard Zuchetto, né à Carcassonne, est un musicien et chanteur interprète de musique médiévale spécialisé dans la lyrique des troubadours occitans des XIIe et XIIIe siècles,,,,,,. Il est également compositeur, poète et auteur d'ouvrages sur les troubadours,,,.

## Biographie
Depuis ses premiers enregistrements en 1985, Gérard Zuchetto chante les troubadours d'après les manuscrits médiévaux,. Il propose des créations originales pour les cansos dont il n'existe plus de mélodies. Avec Troubadours Art Ensemble, ensemble professionnel qu'il dirige,,,, il donne de nombreux concerts en Europe  ainsi qu'aux États-Unis et au Canada. Il chante également la poésie occitane contemporaine, la sienne et celle des poètes qu'il côtoie et met en musique, René Nelli, Max Rouquette, Max Allier, René Depestre...
Après avoir créé et dirigé le Centre de Recherche et d'Expression des Musiques Médiévales - CREMM-Trobar Na Loba à Pennautier, il a fondé l'association Trob'Art Productions, et le label discographique Tròba Vox, consacrés à la diffusion de l'art des troubadours et de la poésie occitane contemporaine,. Il crée plusieurs festivals dont Terra dels trobadors à Castelló d'Empúries en Catalogne et les troubadours chantent l'art roman en partenariat avec Trob'Art Productions et la région Occitanie. En 2010, avec Marisa Galvez, il lance un programme consacré à l'interprétation des troubadours Performing Trobar à l'Université Stanford en Californie,, avec laquelle il collabore depuis, notamment pour le séminaire The Other France: Troubadours and the Politics of Cultural Heritage. Il intervient régulièrement à l'Universitat Autonoma de Barcelone aux côtés de Maricarmen Gomez Muntané, département de musicologie.
Gérard Zuchetto est l'auteur de trois anthologies consacrées au Trobar: Le livre d'or des troubadours et Terre des troubadours (Livres et CDRom, éditions de Paris 1996-1998), La Tròba, l'invention lyrique occitane des troubadours (éditions Tròba Vox, 2017 et 2e édition 2020) et de La Tròba, la première grande anthologie chantée des troubadours (24 CDs - 2007-2011 et 2022) ainsi que de plusieurs autres enregistrements CD et de films pour la télévision.

## Discographie

### Aux éditions VDE-Gallo
- Gérard Zuchetto chante les troubadours (avec Patrice Brient, vièle; Jacques Khoudir, percussions; G. Zuchetto, chant, citole, direction, compositions et arrangements)  réf. CD 529, éd. Gallo, 1988.
- Trobar e Cantar (avec Dominique Regef, vièle, rebec; Jacques Khoudir, percussions; G. Zuchetto, direction, compositions et arrangements); réf. CD 684, éd. Gallo, 1992.
- Tensos e Partimens (avec Katia Caré, chant; Gisela Bellsolà, chant; Guy Robert, luth, harpe; Patrice Brient, tympanon, chiffonie; G. Zuchetto: direction, compositions et arrangements); réf. CD 769, éd. Gallo, 1993.
- Se canta - Vol.1  et  Se Canta - Vol.2 : chants traditionnels occitans et catalans par le Chœur Rosamonda, dir. Gerard Zuchetto ; 2 Cds ref. CD 791 et CD 792, éd. Gallo, 1994.
- Trobar e Tarab (avec Michel Rousset, piano et Fawzi Al-Aiedy, oud; direction, G. Zuchetto) réf. CD 811, éd. Gallo, 1995.

### Aux éditions Arion
- Une petite lampe sur la mer (avec Michel Rousset, piano; Jacques Khoudir, bendir. réf. ARN 64288, éd. Arion, 1993.
- Le Manuscrit du Roi (avec l’Ensemble Perceval-Guy Robert-Katia Caré; G. Zuchetto, direction artistique); réf. ARN 68225, éd. Arion, 1993.
- Le Troubadour Guiraut Riquier (avec l’Ensemble Perceval-Guy Robert-Katia Caré; G. Zuchetto, direction); réf. ARN 68315, éd. Arion, 1996.

### Aux éditions Tram (Barcelona)
- Terra de Trobadors (musique du film de Felip Solé, G. Zuchetto, direction, compositions et arrangements); éd. Tram, 1995.

### Aux éditions Fonè (Livorno)
- La Primavera d'Amore avec Patrice Brient, vièle; Jacques Khoudir, percussions; G. Zuchetto, citole, direction, compositions et arrangements), éd. Fonè, 1999.

### Aux éditions Alienor / Harmonia Mundi
- Canso Viva, troubadours d'Italie (avec Guy Robert, luths, harpe; Patrice Brient, citole, rebec; Jacques Khoudir, percussions; G. Zuchetto, direction, compositions et arrangements), réf. AL 1063, éd. Alienor, 1996.
- Trob'Art concept (Troubadours Art Ensemble avec Gisela Bellsolà, Jan dau Melhau, Guy Robert, Dominique Regef, Jacques Khoudir, Patrice Villaumé, Patrice Brient; G. Zuchetto, direction, compositions et arrangements) réf. AL 1103, éd. Alienor, avril 2000.

### Aux éditions Tròba Vox
- Trob'Art concept1, Troubadours Art Ensemble Occitan Trob'art Concept 1, Réf. TR001, éd. Tròba Vox, Novembre 2000.
- Trob'Art concept2, Troubadours Art Ensemble Occitan Trob'art Concept 2; Réf. TR002, éd. Tròba Vox, septembre 2001.
- Le troubadour Guiraut Riquier de Narbonne, Troubadours Art Ensemble Occitan Trob'art Concept 4; Réf. TR004, éd. Tròba Vox, Février 2002.

- Flamenca, Troubadours Art Ensemble Occitan Trob'art Concept 6, Réf. TR006, éd.Tròba Vox, Septembre 2002.
- CD Album Florilège Troubadours Art Ensemble Occitan Trob'art Concept 7; Réf. TR007, éd. Tròba Vox, Octobre 2003[11]
- Navidad, Villancicos populares de Andalucia Troubadours Art Ensemble  Réf. TR009, éd. Tròba Vox, Mars 2004.
- Troubadours; "Troubadours Art Ensemble in Tartu"; Réf. TR010, éd. Tròba Vox, 2005.
- Erransa, cantos Sefardis, chants séfarades, Sandra  Hurtado-Ròs, Réf. TR012, éd. Tròba Vox, 2005.
- Erransa2, cantos safardis, Sandra Hurtado-Ròs, réf. TR029, éd. Tròba Vox, 2013.
- Otra Mar (avec Sandra Hurtado-Ròs et Troubadours Art Ensemble) réf. TR020, éd. Tròba Vox, 2010[11]
- Se canta de la prima a Nadal, chants traditionnels occitans et catalans, réf. TR046, éd. Tròba Vox, 2016.
- Coffret La Tròba 1, 4 CDs La grande anthologie chantée des troubadours (Troubadours Art Ensemble-G. Zuchetto, direction); réf. TR015, éd. Tròba Vox, 2007.
- Coffret La Tròba 2, 4 CDs La grande anthologie chantée des troubadours (Troubadours Art Ensemble-G. Zuchetto, direction); réf. TR016, éd. Tròba Vox, 2008.
- Coffret La Tròba 3, 5 CDs La grande anthologie chantée des troubadours (Troubadours Art Ensemble-G. Zuchetto, direction) réf. TR017, 2009. éd. Troba Vox, 2009. ((Notes réf. 1-2)) <1>
- Coffret La Tròba 4, 4 CDs La grande anthologie chantée des troubadours (Troubadours Art Ensemble-G. Zuchetto, direction) réf. TR025, éd. Tròba Vox, 2010. ((Note réf. 3))  <2/3>
- Coffret La Tròba 5, 5 CDs La grande anthologie chantée des troubadours (Troubadours Art Ensemble - G. Zuchetto, direction) réf. TR027, éd. Tròba Vox, 2011. ((Note réf. 4)) <4>
- LivreCD Despertant Instruments Adormits, réf. LibreCD01, éd. Tròba Vox, 2021.
- LivreCD Cançonetas occitanas pels drollets, réf. LibreCD02, éd. Tròba Vox, 2021
- LivreCD Art de Trobar (Troubadours Art ensemble - G. Zuchetto, direction) réf. LibreCD03, éd. Tròba Vox, 2022.
- LivreCD Cantar dels Trobadors (Troubadours Art Ensemble - G. Zuchetto, direction) réf. LibreCD04, éd. Tròba Vox, 2022.
- LivreCD Flamenca! L'ardenta flama d'amor (Troubadours Art Ensemble - G. Zuchetto, direction) réf. LibreCD05, éd. Tròba Vox, 2023
- LivreCD La Tròba 6, 2 CDs La grande anthologie chantée des troubadours (Troubadours Art Ensemble-G. Zuchetto, direction) réf. LibreCD06, éd. Tròba Vox, 2022.
- LivreCD Cantic (Sandra Hurtado-Ròs et Gerard Zuchetto poèmes de Gerard Zuchetto, Max Rouquette, Miguel Hernández et Antonio Machado.  Sandra Hurtado-Ròs, chant et compositions- Claire Masson, orchestrations - Orchestre de chambre Cantic Sinfonic Orquestra dir. Bertrand Bayle) LibreCD08, éd Tròba Vox, 2024

### Gérard Zuchetto: les Poètes du Sud, la poésie contemporaine
- Le Tourment de la Licorne, Musique, Alphonse Stallaert; Livret, Max Rouquette, avec le Trio Sonata Concert. réf. CD 690; éd. Gallo, 1992.
- L’Hérétique, avec Michel Rousset, piano; poèmes de René Nelli; compositions, Zuchetto/Rousset; réf.CD 765; éd. Gallo, 1993.
- La Petite Lampe sur la Mer, avec Michel Rousset, piano; poèmes de René Depestre, Joe Bousquet, Max Allier; compositions, Gerard Zuchetto/ Michel Rousset; réf. 64288; éd. Arion, 1994.
- Milgrana Clausa, G. Zuchetto, direction, compositions et arrangements; Troubadours Art Ensemble Occitan Trob'art Concept 5; Réf. TR005, éd. Tròba Vox, Février 2002[3].
- Poètes du Sud, poèmes de Joë Bousquet, Max Rouquette, René Nelli, Pierre Reverdy, Charles Cros, Pier Paolo Pasolini, Elsa Morante, Federico Garcia Lorca, Franc Bardou; compositions Gérard Zuchetto/Sandra Hurtado-Ros); réf. TR032 éd. Troba Vox, 2013.
- Oda a Montsegur, poèmes de René Nelli; compositions et chant de Gérard Zuchetto, avec Damien Combes, guitares, Thierry Gomar, vibraphone, Abdalatef Bouzbiba, violon, gembri, Patrice Villaumé, vielle à roue, tympanon, Gildas Becquet, contrebasse; ref. TR045 éd. Tròba Vox, 2016[2].
- Clamor (poèmes de Federico García Lorca, Miguel Hernández, Antonio Machado, Aurelia Lassaque, Franc Bardou, Alem Surre Garcia, Gerard Zuchetto; Sandra Hurtado-Ròs, compositions, chant, piano; Claire Masson, violoncelle; Gildas Becquet, contrebasse);  réf. TR051 éd. Tròba Vox, 2019[12].
- Embarrats / Confinés, textes de Max Rouquette, Franc Bardou, Alem Surre Garcia, Henri Dayssol, Nicolas Gouzy, Naïma Chemoul, Sandra Hurtado-Ròs, Vicente Pradal, Gerard Zuchetto, Abdel Bouzbiba, Ghjuvan Petru Pieve, Roger Antoine Lucchesi, Charles Giovoni, Roger Pouly, Rafaël Pradal, Gildas Becquet, Claire Masson, Emmanuel Massart; réf. TR055 éd. Tròba Vox, 2021[2].
- Cantic, poèmes en occitan de Max Rouquette et Gerard Zuchetto, en castillan de Miguel Hernández et Antonio Machado; Sandra Hurtado-Ròs, compositions, chant, piano; Claire Masson, orchestrations; récital lyrique pour orchestre de chambre, direction Bertrand Bayle. éd. Troba Vox, 2023.
- Pêcheurs d'étoiles / Pescaires d'estelas, poèmes de Pierre Reverdy en occitan et en français, création originale Narbonne avril 2023 Cinéma-Théâtre Scène Nationale, compositions de Sandra Hurtado-Ròs et Gérard Zuchetto, orchestrations de Claire Masson, pour orchestre de chambre, direction Bertrand Bayle.

## Écrits de Gérard Zuchetto
- "LIGAMS, Tolosa, Trobadors, Trobar"; anthologie toulousaine du trobar médiéval, XIIe – XIIIe siècles réf. Votz de Trobar 66, éd. Tròba Vox, 2024.
- "L'Ultime Cantic, le dernier cantique""; poèmes en occitan avec traductions de l'auteur, et photographies de Sandra Hurtado-Ròs, réf. Votz de Trobar 9, éd. Tròba Vox, 2024.
- "Cançonetas occitanas pels drollets"; réf. Libre-CD02, éd. Tròba Vox, 2021.
- "Despertant Instruments Adormits"; réf. Libre-CD01, éd. Tròba Vox, 2021.
- "Art de Trobar"; ref. Libre-CD03, éd. Tròba Vox, 2022[10].
- "Cantar dels trobadors"; réf. Libre-CD04, éd. Tròba Vox, 2022.
- "La Tròba, Anonimes"; réf. Libre-CD05, éd. Tròba Vox, 2023.

- "De mots sus la Ròsa dels vents, Des mots sur la Rose des Vents"; poèmes en occitan avec traductions en français, réf. Votz de Trobar 40, éd. Tròba Vox, 2021.
- "Dins los mots de Trobar, Dans les mots de Trobar"; réf. Votz de Trobar 31, éd.Tròba Vox, 2021.
- "Entre lo Zéro e lo Un, Entre le Zéro et le Un"; poèmes en occitan avec traductions en français. réf. Votz de Trobar 28, éd. Tròba Vox, 2021. ((Note réf.5)) <5>
- "Homenatge MC Muntané"; ouvrage collectif, ed. Universitat Autonoma de Barcelona, éd. UAB, 2020.
- "L'actualité des troubadours"; ouvrage collectif, éd. Université de Provence, 2019.
- "Les Voies de la Création", ouvrage collectif, éd. L'Harmattan, 2013.
- "Entrebescs e cançons - Entrelacs et Chansons"; éd. Tròba Vox, 2018. Poèmes en occitan avec traductions en français de G. Zuchetto et gravures de J.L. Séverac.
- "Retrobar lo Trobar / To Find the Trobar again"; réf. Votz de Trobar 9, réf. Tròba Vox, 2018.
- "La Tròba. L'invention lyrique occitane des troubadours XIIe – XIIIe siècles. Anthologie commentée du Trobar"; éd. Troba Vox, 2020. Deuxième édition 812 p. présentations, textes et traductions de 119 troubadours, de Guilhem de Peiteus (1071-1126) à Gaston Febus (1331-1391) et Peire Duran de Limos
- "Camins de Trobar": Vol.1 "Terre des troubadours"; Vol.2 "Contes et légendes des troubadours"; Vol.3 "Le troubadour Guiraut Riquier de Narbonne". réf. Camins de Trobar, éd. Troba Vox, 2013[13]
- "Terre des troubadours"; éd. Les éditions de Paris, 1996  (ISBN 2905291567)
- "Terre des troubadours"; CDROM, éd. Les Presses du Languedoc Multimédia / Studi - Le Seuil, 1998. ((Note réf.6)) <6>
- "Le Livre d’or des troubadours", éd. Éditions de Paris-Max Chaleil / Harmonia Mundi, 1998[11]
- "About Trobar and the troubadours", Éditions Troba Vox - Stanford University, 2010
- Articles dans les revues: "Silveressence"; "Esprit du Sud Ouest"; "Histoire médiévale"; "Cathare magazine"; "Verdon"...

## Filmographie
Films pour la télévision:
Gérard Zuchetto: direction musicale et artistique.
- "Terra dels Trobadors"; film 68'; réal. Felip Solé; réf. TV3 Catalunya, 1995 - 1996[14]
- "Trobadors" film 45'; réal. Michel Gayraud, réf. OXO/FR3 Sud, 1995
- "Crosada"; film 45'; réal. Michel Gayraud; réf.OXO / FR3 Sud, 1996.
- "Die Troubadoure"; film 45'; réal. Léo Koesten; réf.W.D.R /ARTE, 1999.
- "Occitanima, concert en Barcelona Centre Tradicionarius"; film 26'; réal. Felip Solé; réf. TV3 Catalunya, 2001.
- "Trobadors cantan al romanic d’Alvernhia, Troubadours Art Ensemble"; film 26'; réal. David Millan; réf. TV3 Catalunya, 2004.
- "Patrimoine Culturel Immatériel Patrimoine vivant de la France", un film de Nadia Bedar, Didier Cappelmans, Malik André, Productions Ooh! Collective, 2011, en partenariat avec Ministère de la Culture et UNESCO[11]
- ''Un pont au dessus de l'océan", film documentaire, réal. Francis Fourcou, ECRANSUD 2023[15]

  "le voyage de Jean Jaurès en Amérique", film documentaire, réalisation Francis Fourcou, ECRANSUD 2025

## Diverses expériences et réalisations
- 3 LP 33 tours et 3 SP 45 tours de chansons :
- Caminaires d'oc : "Los presonièrs" + "Viva lo vin"" ed. Ventadorn, 1972 ;
- Grop Rosamonda : 1 SP 45 t. "Molinièr d'autan" ; 1 LP 33 t.  "Remembres", chansons ; 2 LP 33 t. de comptines et chants occitans pour et avec les enfants ("Catarina, Catarineta" + "Dansa la piuse") G. Zuchetto, direction, compositions et arrangements) éd.Revolum, de 1978-1982
- 2 CD "Se canta!" chants traditionnels occitans et catalans (le Chœur Rosamonda, G. Zuchetto, direction, compositions et arrangements); réf. CD791 et CD792, éd. Gallo, 1994.
- 1 CD "Carcassonne", Stéphane Eicher, éd. 1993.
- 1 CD "Occitania"; éd. Flèche, 1999.
- "Occitanima"; clip vidéo; réal. Zoé Redman; réf. 1998.
- "Une petite lampe sur la mer"; clip vidéo; réal. Francis Fourcou; réf. Écran Sud, 1995.
- "L'Âne volant"; Max Rouquette ; réf.Théâtre de Mathieu, 1993.
- "Le Papagay"; Arnaut de Carcassès - réf. Théâtre Uso Matieri, 1995-1999